# Bactrocera nigra
Bactrocera nigra
 es una especie de insecto díptero que Tryon describió científicamente por primera vez en 1927. Esta especie pertenece al género Bactrocera de la familia Tephritidae. 